# Vuelta al País Vasco 2014
54. edycja wyścigu kolarskiego Vuelta al País Vasco odbyła się od 7 do 12 kwietnia 2014. Wyścig liczył sześć etapów, o łącznym dystansie 841 km i był zaliczany do rankingu światowego UCI World Tour 2014. 

## Uczestnicy
Na starcie tego klasycznego wyścigu stanęło 19 zawodowych ekip: osiemnaście drużyn jeżdżących w UCI World Tour 2014 i jedna profesjonalna ekipa zaproszona przez organizatorów z tzw. "dziką kartą".
Lista drużyn uczestniczących w wyścigu:
| Numery | Kod | Drużyna             |
| ------ | --- | ------------------- |
| 1-8    | MOV | Movistar Team       |
| 11-18  | ALM | Ag2r-La Mondiale    |
| 21-28  | TTS | Team Tinkoff-Saxo   |
| 31-38  | LAM | Lampre-Merida       |
| 41-48  | OGE | Orica-GreenEDGE     |
| 51-58  | BMC | BMC Racing Team     |
| 61-68  | SKY | Team Sky            |
| 71-78  | FDJ | FDJ.fr              |
| 81-88  | TRE | Trek Factory Racing |
| 91-98  | GRS | Garmin-Sharp        |

| Numery  | Kod | Drużyna                 |
| ------- | --- | ----------------------- |
| 101-108 | AST | Pro Team Astana         |
| 111-118 | BEL | Belkin                  |
| 121-128 | KAT | Team Katusha            |
| 131-138 | EUC | Team Europcar           |
| 141-148 | LTB | Lotto-Belisol           |
| 151-158 | OPQ | Omega Pharma-Quick Step |
| 161-168 | GIA | Giant-Shimano           |
| 171-178 | CAN | Cannondale              |
| 181-188 | CJR | Caja Rural-Seguros RGA  |

## Etapy
| Etap | Data        | Start - Meta           | km    | Typ | Zwycięzca etapu  | Lider            |
| ---- | ----------- | ---------------------- | ----- | --- | ---------------- | ---------------- |
| 1.   | 7 kwietnia  | Ordizia                | 153,4 |     | Alberto Contador | Alberto Contador |
| 2.   | 8 kwietnia  | Ordizia - Dantxaria    | 155,8 |     | Tony Martin      | Alberto Contador |
| 3.   | 9 kwietnia  | Vitoria - Urdazubi     | 194,5 |     | Michael Matthews | Alberto Contador |
| 4.   | 10 kwietnia | Urdazubi - Éibar       | 151   |     | Wout Poels       | Alberto Contador |
| 5.   | 11 kwietnia | Éibar - Markina-Xemein | 160,2 |     | Ben Swift        | Alberto Contador |
| 6.   | 12 kwietnia | Markina-Xemein         | 25,9  | ITT | Tony Martin      | Alberto Contador |

### Etap 1 - 07.04: Ordizia, 153,4 km
| #  | Zawodnik           | Zespół | Czas       |
| -- | ------------------ | ------ | ---------- |
| 1  | Alberto Contador   | TTS    | 4h 05' 07" |
| 2  | Alejandro Valverde | MOV    | + 14"      |
| 3  | Michał Kwiatkowski | OPQ    | + 34"      |
|    |                    |        |            |
| 86 | Michał Gołaś       | OPQ    | + 11' 36"  |

| #  | Zawodnik           | Zespół | Czas       |
| -- | ------------------ | ------ | ---------- |
| 1  | Alberto Contador   | TTS    | 4h 05' 07" |
| 2  | Alejandro Valverde | MOV    | + 14"      |
| 3  | Michał Kwiatkowski | OPQ    | + 34"      |
|    |                    |        |            |
| 86 | Michał Gołaś       | OPQ    | + 11' 36"  |

### Etap 2 - 08.04: Ordizia > Dantxaria, 155,8 km
| #  | Zawodnik           | Zespół | Czas       |
| -- | ------------------ | ------ | ---------- |
| 1  | Tony Martin        | OPQ    | 3h 46' 17" |
| 2  | Ben Swift          | SKY    | + 30"      |
| 3  | Michał Kwiatkowski | OPQ    | + 30"      |
|    |                    |        |            |
| 56 | Michał Gołaś       | OPQ    | + 42"      |

| #  | Zawodnik           | Zespół | Czas       |
| -- | ------------------ | ------ | ---------- |
| 1  | Alberto Contador   | TTS    | 7h 51' 54" |
| 2  | Alejandro Valverde | MOV    | + 14"      |
| 3  | Michał Kwiatkowski | OPQ    | + 34"      |
|    |                    |        |            |
| 68 | Michał Gołaś       | OPQ    | + 11' 48"  |

### Etap 3 - 09.04: Vitoria > Urdazubi, 194,5 km
| #  | Zawodnik           | Zespół | Czas       |
| -- | ------------------ | ------ | ---------- |
| 1  | Michael Matthews   | OGE    | 5h 02' 09" |
| 2  | Kévin Réza         | EUC    | + 0"       |
| 3  | Michał Kwiatkowski | OPQ    | + 0"       |
|    |                    |        |            |
| 29 | Michał Gołaś       | OPQ    | + 0"       |

| #  | Zawodnik           | Zespół | Czas        |
| -- | ------------------ | ------ | ----------- |
| 1  | Alberto Contador   | TTS    | 12h 54' 03" |
| 2  | Alejandro Valverde | MOV    | + 14"       |
| 3  | Michał Kwiatkowski | OPQ    | + 34"       |
|    |                    |        |             |
| 61 | Michał Gołaś       | OPQ    | + 11' 48"   |

### Etap 4 - 10.04: Urdazubi > Éibar, 151 km
| #  | Zawodnik           | Zespół | Czas       |
| -- | ------------------ | ------ | ---------- |
| 1  | Wout Poels         | OPQ    | 3h 39' 29" |
| 2  | Alejandro Valverde | MOV    | + 1"       |
| 3  | Samuel Sánchez     | BMC    | + 1"       |
|    |                    |        |            |
| 15 | Michał Kwiatkowski | OPQ    | + 10"      |
| 62 | Michał Gołaś       | OPQ    | + 9' 20"   |

| #  | Zawodnik           | Zespół | Czas        |
| -- | ------------------ | ------ | ----------- |
| 1  | Alberto Contador   | TTS    | 16h 33' 35" |
| 2  | Alejandro Valverde | MOV    | + 12"       |
| 3  | Damiano Cunego     | LAM    | + 36"       |
|    |                    |        |             |
| 7  | Michał Kwiatkowski | OPQ    | + 41"       |
| 54 | Michał Gołaś       | OPQ    | + 21' 05"   |

### Etap 5 - 11.04: Éibar - Markina-Xemein, 160,2 km
| #  | Zawodnik           | Zespół | Czas       |
| -- | ------------------ | ------ | ---------- |
| 1  | Ben Swift          | SKY    | 3h 56' 56" |
| 2  | Alejandro Valverde | MOV    | + 0"       |
| 3  | Michał Kwiatkowski | OPQ    | + 0"       |
|    |                    |        |            |
| 45 | Michał Gołaś       | OPQ    | + 10' 22"  |

| #  | Zawodnik           | Zespół | Czas        |
| -- | ------------------ | ------ | ----------- |
| 1  | Alberto Contador   | TTS    | 20h 30' 31" |
| 2  | Alejandro Valverde | MOV    | + 12"       |
| 3  | Damiano Cunego     | LAM    | + 36"       |
|    |                    |        |             |
| 7  | Michał Kwiatkowski | OPQ    | + 41"       |
| 49 | Michał Gołaś       | OPQ    | + 31' 27"   |

### Etap 6 - 12.04: Markina-Xemein, 25,9 km
| #  | Zawodnik           | Zespół | Czas     |
| -- | ------------------ | ------ | -------- |
| 1  | Tony Martin        | OPQ    | 38' 33"  |
| 2  | Alberto Contador   | TTS    | + 7"     |
| 3  | Michał Kwiatkowski | OPQ    | + 15"    |
|    |                    |        |          |
| 59 | Michał Gołaś       | OPQ    | + 3' 36" |

| #  | Zawodnik               | Zespół | Czas        |
| -- | ---------------------- | ------ | ----------- |
| 1  | Alberto Contador       | TTS    | 21h 09' 11" |
| 2  | Michał Kwiatkowski     | OPQ    | + 49"       |
| 3  | Jean-Christophe Péraud | ALM    | + 1' 04"    |
|    |                        |        |             |
| 47 | Michał Gołaś           | OPQ    | + 34' 56"   |

## Liderzy klasyfikacji po etapach
| Etap                 | Zwycięzca            | Klasyfikacja generalna | Klasyfikacja górska | Klasyfikacja punktowa | Klasyfikacja sprinterska | Klasyfikacja drużynowa |
| -------------------- | -------------------- | ---------------------- | ------------------- | --------------------- | ------------------------ | ---------------------- |
| 1                    | Alberto Contador     | Alberto Contador       | Davide Villella     | Alberto Contador      | Matteo Montaguti         | BMC Racing Team        |
| 2                    | Tony Martin          | Alberto Contador       | Davide Villella     | Michał Kwiatkowski    | Matteo Montaguti         | BMC Racing Team        |
| 3                    | Michael Matthews     | Alberto Contador       | Davide Villella     | Michał Kwiatkowski    | Matteo Montaguti         | BMC Racing Team        |
| 4                    | Wout Poels           | Alberto Contador       | Davide Villella     | Alejandro Valverde    | Omar Fraile              | BMC Racing Team        |
| 5                    | Ben Swift            | Alberto Contador       | Davide Villella     | Alejandro Valverde    | Omar Fraile              | BMC Racing Team        |
| 6                    | Tony Martin          | Alberto Contador       | Davide Villella     | Michał Kwiatkowski    | Omar Fraile              | BMC Racing Team        |
| Klasyfikacja końcowa | Klasyfikacja końcowa | Alberto Contador       | Davide Villella     | Michał Kwiatkowski    | Omar Fraile              | BMC Racing Team        |

## Klasyfikacje końcowe

### Klasyfikacja generalna
|    | Zawodnik               | Zespół                  | Czas        |
| -- | ---------------------- | ----------------------- | ----------- |
| 1  | Alberto Contador       | Team Tinkoff-Saxo       | 21h 09' 11" |
| 2  | Michał Kwiatkowski     | Omega Pharma-Quick Step | + 49"       |
| 3  | Jean-Christophe Péraud | Ag2r-La Mondiale        | + 1' 04"    |
| 4  | Simon Špilak           | Team Katusha            | + 1' 07"    |
| 5  | Alejandro Valverde     | Movistar Team           | + 1' 07"    |
| 6  | Tejay van Garderen     | BMC Racing Team         | + 1' 56"    |
| 7  | Cadel Evans            | BMC Racing Team         | + 1' 56"    |
| 8  | Jurij Trofimow         | Team Katusha            | + 2' 13"    |
| 9  | Thibaut Pinot          | FDJ.fr                  | + 2' 14"    |
| 10 | Wout Poels             | Omega Pharma-Quick Step | + 2' 26"    |
|    |                        |                         |             |
| 47 | Michał Gołaś           | Omega Pharma-Quick Step | + 34' 56"   |

|   | Zawodnik           | Zespół                  | Punkty |
| - | ------------------ | ----------------------- | ------ |
| 1 | Michał Kwiatkowski | Omega Pharma-Quick Step | 81     |
| 2 | Alejandro Valverde | Movistar Team           | 78     |
| 3 | Ben Swift          | Team Sky                | 59     |
| 4 | Alberto Contador   | Team Tinkoff-Saxo       | 58     |
| 5 | Tony Martin        | Omega Pharma-Quick Step | 50     |

|   | Zawodnik         | Zespół                 | Punkty |
| - | ---------------- | ---------------------- | ------ |
| 1 | Omar Fraile      | Caja Rural-Seguros RGA | 15     |
| 2 | Matteo Montaguti | Ag2r-La Mondiale       | 8      |
| 3 | Rubén Fernández  | Caja Rural-Seguros RGA | 6      |
| 4 | Nelson Oliveira  | Lampre-Merida          | 6      |
| 5 | Fabricio Ferrari | Caja Rural-Seguros RGA | 6      |

|    | Zawodnik           | Zespół                  | Punkty |
| -- | ------------------ | ----------------------- | ------ |
| 1  | Davide Villella    | Cannondale              | 43     |
| 2  | Romain Sicard      | Team Europcar           | 24     |
| 3  | Matteo Montaguti   | Ag2r-La Mondiale        | 22     |
| 4  | Ben Gastauer       | Ag2r-La Mondiale        | 14     |
| 5  | Kristijan Đurasek  | Lampre-Merida           | 13     |
|    |                    |                         |        |
| 29 | Michał Kwiatkowski | Omega Pharma-Quick Step | 3      |

|   | Zespół                  | Czas        |
| - | ----------------------- | ----------- |
| 1 | BMC Racing Team         | 63h 34′ 28″ |
| 2 | Movistar Team           | + 12' 14"   |
| 3 | Omega Pharma-Quick Step | + 13' 00"   |
| 4 | Team Europcar           | + 16' 06"   |
| 5 | Team Katusha            | + 18' 26"   |